# Ніндзюцу
Ніндзю́цу (яп. 忍術, Ніндзюцу, «мистецтво прихованості») — японське бойове мистецтво.

## Історія
Вважається, що таємні клани ніндзя виникли в Японії одночасно з самурайським кодексом у 9-12 століттях. Прототипом ніндзя вважаються секти гірських відлюдників ямабусі 8 століття, які сповідували напрям буддизму школи Сінгон. Ямабусі заохочували важкі та виснажливі тренування своїх адептів, а також ретельно зберігали зібрані протягом століть знання з медицини, хімії, астрології. Ямабусі були прихильниками повного злиття з природою. Спочатку таємні школи ніндзюцу не мали нічого спільного з військовими організаціями ні за своєю методикою підготовки, ні за своєю філософією. Проте з часом відбулися зміни.
Походження самого бойового мистецтва ніндзюцу пов'язують, як і більшість східних мистецтв бою, з китайськими джерелами. Проте термін «ніндзюцу» охоплює лише деякі особливості мистецтва ніндзюцу, такі як приховування, створення і підтримання аури таємничості. У функції ніндзя входило проникнення до ворога, вчинення саботажу або вбивства і повернення після успішного завершення місії.
Традиційно ніндзя виконували роль найманців, які пропонували себе як шпигунів, найманих вбивць, диверсантів, політичних провокаторів та терористів великим і маленьким правителям японської феодальної епохи. Ніндзя пропонували свої послуги лише тим, хто готовий був за них платити. Сім'ї ніндзя представляли собою тісно згуртовані колективи, інтегровані в більші групи — клани. Стороння людина практично не мала можливості приєднатися до такої групи і стати ніндзя, для цього потрібно було народитися в сім'ї професіоналів. Мистецтво й інші хитрощі зберігалися під секретом і передавалися тільки від батька до сина. Розкриття секрету означало смерть від руки ніндзя з того ж клану.
Розквіт ніндзюцу припав на період Сенгоку Дзідай (1467—1568). На цей час припадає пік феодальних війн, і тоді налічувалося близько 70 кланів ніндзя. Легенди про ніндзя теж відносяться саме до цього періоду. Документальні свідчення підтверджують існування в цю епоху шкіл Іґа та Коґа.
В японській культурі ніндзя часто протиставляються самураям. Справа в тому, що самураї над усе ставили ідеали військового кодексу бусідо і відповідно до них прагнули гідно боротися й найкращим чином підготуватися до смерті. Ніндзя сповідували прямо протилежну філософію. Головне для ніндзя — виконати поставлене завдання (розвідка), тому для успішного виконання цього завдання необхідно було за будь-яку ціну вижити. Для ніндзя не існувало заборонених дій, моральних та релігійно-етичних обмежень у методах ведення війни. Для здобуття перемоги ніндзя успішно використовували будь-які засоби.

## Основи бойового мистецтва
Ніндзюцу вчить, що не можна досягти стану абсолютної безпеки. Будь-яка дія порушує існуючу в світі гармонію, тим самим викликає опір, породжує у відповідь дію, яка тим сильніше й небезпечніше, чим більшою мірою порушується усталений баланс. Вихід полягає в тому, щоб добре розуміти, в чому порушується гармонія, та вміти мінімізувати небажані наслідки.
В основі вчення всіх шкіл ніндзюцу лежали три взаємопов'язаних блоки навичок та вмінь, які разом утворювали гнучку систему протистояння будь-якій небезпеці.
- Перший блок навичок можна охарактеризувати як мистецтво використання навколишнього оточення та спеціальних пристосувань для перемоги над супротивником. Сюди входило розпізнавання слідів й потайне пересування, маскування й подолання перешкод, влаштування засідок й обман почуттів противника. Мета тренінгу полягала в злитті зі світом за допомогою підкорення 5 основних «стихій» — в китайському варіанті — Землі, Води, Дерева, Вогню та Металу; в японському варіанті — Землі (CHI), Води (SUI), Вогню (KA), Повітря (FU) та Порожнечі (першооснова всього, KI. Напрацьовується на «Третьому блоці»). Воїн, який досяг такого злиття, ставав невидимим та недосяжним для супротивника, а мистецтво носило збірну назву тон-дзюцу — зникнення шляхом наслідування.

- Другий блок — мистецтво боротьби з озброєним та беззбройним супротивником. У цей блок входять два основні розділи:
  - Тайдзюцу — мистецтво володіння тілом
  - Бу-дзюцу — робота зі зброєю

- Третій блок вмінь присвячений мобілізації внутрішніх ресурсів організму на основі так званих «змінених станів свідомості», що досягаються за рахунок спеціального психотренінгу (Німпо-міккьо).

## Рукопашний бій ніндзя
Клани ніндзя використовували стару форму дзю-дзюцу. Разом із тим, були відмінності від самурайських стилів дзю-дзюцу:
- Більше ударів, ніж в самурайському дзю-дзюцу
- Акцент на задушливих прийомах, як більш безшумних в порівнянні з кидками
- Акцент на ведення бою в малих приміщеннях
- Акцент на раптових ударах (із засідки, ззаду тощо)
- Акцент на прийомах для приголомшення супротивника

Жодна із сучасних шкіл японських будзюцу не може переконливо довести, що веде походження від середньовічних ніндзя. Можливо, прийоми ніндзя збереглися і вивчаються в розвідувально-диверсійних підрозділах японської армії.
При втечі застосовувалися два прийоми рукопашного бою. Ніндзя різко падав під ноги супротивника та примушував його перелітати через себе. Якщо супротивник наближався збоку, то ніндзя різко гальмував, пропускав його повз себе і завдавав удару мечем по спині.

## Клани ніндзя
- Іґа — один з найбільш відомих та впливових кланів. Подібне становище було досягнуто за рахунок підтримки уряду Токугави.
- Коґа — друга за впливом школа, також користувалася підтримкою Сьоґунату.
- Кісю
- Фума — великий клан ніндзя, частина якого служила Ходзе Удзіано.
- Сада
- Момоті
- Фудзібаясі
- Неґоро
- Сайга
- Кудзікірі (кудзі кірі, рі кудзі рю) — школа дев'яти рук. Широко вживали кобудера — моментальний гіпноз.
- Негісі
- Сірай
- Сінто
- Хакуун
- Гендзцу
- Рюмон
- Тентон Хаппо
- Готон Дзюппон
- Хаторі

## Спорядження ніндзя
- Маскувальний костюм — сінобі-сьодзоку, деталі сінобі-сьодзоку: увагі (куртка) та додзіме (пасок), іґа-бакама (штани), дзукін (маска), текко (накладки на руки), кяхан або асімакі (обмотка для ніг), табі (взуття-шкарпетки з окремим великим пальцем), варадзі (сандалі), уваппарі (верхня куртка) та нагабукуро («наплічник» ніндзя)
- Змінна одежа (яп. 変わり 御物, каварі-го-моно)
- Аміґаса (яп. 編み 笠, плетений солом'яний капелюх у вигляді низького конуса)
- Обладунки:
  - Кусарі-катабіра — кольчужний обладунок
  - Татамі-ґусоку (типи кіко та куратаґіну) — легкий обладунок
- Щити:
  - Тецу-но каме
  - Дзіґу-ітаса

## Зброя ніндзя
- Мечі, списи, сокири, ножі:
  - Ніндзято, сінобі-ґатана — меч ніндзя
  - Танто — ніж
  - Конаґіната — коротка наґіната
  - Сібакі-ярі — спис
  - Кама — серп
  - Камаярі — спис-серп
  - Кусарі-кама — напівсерп із мотузкою і важком або з ланцюгом
  - Оно — сокира
  - Сікомі-дзуе — прихована зброя (мечі, ножі з прямим лезом, замасковані під побутові предмети)
- Бойові палиці та кийки:
  - Дзьо, сякудзьо, рокудзьо, сюмонкудзуе, бо, хамбо, косікірібо, мімікірібо
- Зброя змінної довжини:
  - Мусубінава — мотузка з важком
  - Кусарі — ланцюг, інші назви (залежать від довжини та важків): кусарі-фун, тама-ґусарі, соде-ґусарі, кусарі-дзютте, рьо-бундо
- Кігті:
  - Теккокаґі, некоте («котяча лапа»), сюко, асіко («кігті для ніг»)
- Метальна зброя:
  - Ханкю (половинний лук) та юмія (стріли)
  - Фукія (Фукібарі) — стрільба отруєними стрілами з духової «рушниці»
  - Сюрикени — метальні «зірки» та «стрілки»:
    - Сякен («зірка»), типи: санко, дзюдзі, роппо, хаппо, мандзі, наґаре-мандзі, теккан
    - Бодзьо-сюрикен («сюрикен-паличка»), типи: босуґата, тантоґата, кугіґата, хейтьоґата, харіґата, хасідзьо, кусабіґата
    - Утіне (хоча це не зовсім сюрикен, а укорочена стріла з більш важким накінечником, нагадує дротик для дартс, але більшого розміру)

  - Цубуте, араре, мецубусі
- Стрілецька зброя:
  - Гнотові (хінава-теппо)
  - Крем'яні (хіуті ісідзю)
  - Духові (кукідзю) — духова рушниця, являє собою трубку, в яку вставляють стрілки (голки, шипи)
  - Вакідзасі-теппо — рушниця, замаскована під меч вакідзасі
  - Ядате-теппо — рушниця, замаскована під футляр для пензля
  - Кісеру-теппо — рушниця, замаскована під курильну трубку
- Гармати:
  - Мокухо («дерев'яна гармата»)
  - Харінукі-дзуцу («трубка з пап'є-маше»)
- Запальні засоби:
  - Хія — вогняні стріли
  - Бохія — вогняна палиця
  - Утіхія — метальна запальна стріла
  - Хідаке — вогняний бамбук
  - Хісякен («вогненний сякен»)
- Отруйні засоби:
  - Моппан
  - Фуе-но огі
  - Немурібі
  - Кусаґаме
- Запали та гноти:
  - Хокуто, хінава, хінокі-хінава, таке-хінава, ґудзін-хінава, аме-сіноґі-хінава, аме-хінава, мідзу-хінава
- Пристосування для подолання стін:
  - Сінобікаґі — посох із гаком на кінці й петлями мотузками вздовж палиці для ніг
  - Сходи (тобібасіґо) — мотузкові сходи із залізним гаком на верхніх кінцях
  - Каґінава (кішка) — подвійний, потрійний і більше залізний гак із мотузкою (іноді ланцюг)